# Première bataille de Tripoli
Ne pas confondre avec Seconde bataille de Tripoli
Première guerre civile libyenne
Batailles
- 1re Benghazi
- El Beïda
- Derna
- 1re Tripoli
- Misrata
- 1re Zaouïa
- Djebel Nefoussa (1re Dehiba
- 2e Dehiba
- Gharyan)
- 1re Brega
- 1re Ras Lanouf
- 1re Ben Jawad
- 2e Ras Lanouf
- 2e Brega
- 1re Ajdabiya
- 2e Benghazi
- 2e Ajdabiya
- 1re golfe de Syrte
- 3e Brega
- Al Jawf
- Front de Misrata (Zliten
- Tawarga
- 2e Zaouïa
- 4e Brega
- Fezzan
- Birak)
- 5e Brega
- 3e Zaouïa
- 2e Tripoli
- 2e Sebha
- 2e golfe de Syrte (Syrte)
- Offensive de Bani Walid (Tarhounah - Bani Walid)

- Intervention militaire de l’OTAN
- Opération Ellamy (Royaume-Uni)
- Opération Harmattan (France)
- Opération Odyssey Dawn (États-Unis)
- Opération Mobile (Canada)

La bataille de Tripoli a eu lieu du 17 au 25 février 2011 à Tripoli. Des protestations contre le gouvernement de Mouammar Kadhafi dégénèrent en émeutes. S'ensuit un affrontement militaire qui tourne au désavantage des rebelles. Ces derniers sont expulsés hors de la ville par les forces fidèles au régime.

## Déroulement
Le 17 février 2011, des protestations contre le régime de Mouammar Kadhafi ont lieu. Le même jour les partisans de l'opposition libyenne prennent le contrôle de la Place Verte.
Le 20 février, selon des témoins, des manifestants ont déclenché des incendies dans les stations de police et dans le Congrès général du peuple.
Le 21 février, le siège de la télévision d’État est incendié par l'opposition,.
Le 22 février, l'opposition attaque le ministère de la justice à Al-Shuhadaa et le siège Shaabia.
Le 25 février, la télévision libyenne montre Mouammar Kadhafi, où ce dernier dit : Nous allons nous battre et nous les vaincrons. S'il le faut, nous ouvrirons tous les dépôts d'armes pour armer tout le peuple, il déclare également à ses troupes de se préparer à « défendre la Libye ». Il demande également au peuple de sortir dans les rues et de danser pour la Jamahiriya arabe libyenne. Le même jour, l'aéroport international de Tripoli est pris par les rebelles,, le quartier de Tajoura se serait également soulevé contre le contrôle du gouvernement de Kadhafi. Cependant il a rapidement été confronté par les troupes gouvernementales qui auraient tiré sur les manifestants et tué 25 d'entre eux.